# Purpurkrokmossa
Purpurkrokmossa (Sarmentypnum procerum) är en bladmossart som först beskrevs av Ferdinand François Gabriel Renauld och Arnell, och fick sitt nu gällande namn av Lars Hedenäs. Purpurkrokmossa ingår i släktet nordkrokmossor, och familjen Calliergonaceae. Arten är reproducerande i Sverige.